# 黄花贝母
浙贝母（学名：Fritillaria verticillata var.thunbergii）为百合科贝母属下的一个种。

## 扩展阅读
- 維基物種上的相關：黄花贝母